# 정사 : 위험한 성적유희
《정사 : 위험한 성적유희》는 2014년에 개봉한 대한민국의 로멘스/멜로 드라마 영화이다.

## 캐스팅
- 김시언
- 백인권